# Alejandro Semenewicz
Alejandro Semenewicz (Buenos Aires, 1949. június 1. – Villa Domínico, 2024. április 1.) válogatott argentin labdarúgó, hátvéd, középpályás.

## Pályafutása

### Klubcsapatban
1968–69-ben a Morón labdarúgója volt. 1970 és 1976 között az Independiente csapatában szerepelt, ahol két argentin bajnoki címet és négy Copa Libertadores győzelmet szerzett. 1977 és 1979 között a kolumbiai Atlético Nacional, 1980-ban a Cipoletti játékosa volt. 1981–82-ben a Deportivo Morón csapatában fejezte be az aktív játékot.

### A válogatottban
1972-ben hét alkalommal szerepelt az argentin válogatottban.

## Sikerei, díjai
Independiente
- Argentin bajnokság
  - bajnok (2): 1970, 1971
- Copa Libertadores
  - győztes (4): 1972, 1973, 1974, 1975
- Interkontinentális kupa
  - győztes: 1973
- Copa Interamericana
  - győztes (3): 1972, 1973, 1974